# Galaxy Nexus
Galaxy Nexus är en smarttelefon tillverkad av Samsung för Google. Telefonen och operativsystemet utvecklades gemensamt av båda parter. Den är uppföljaren till Nexus One och Nexus S och släpptes i november 2011. De ingår i produktserien Google Nexus, som är mobila enheter som utvecklats i samarbete mellan Google och olika utvecklare, och som endast levereras med operativsystemet Android, utan andra programvarutillägg eller modifieringar. 
Det är den första telefonen att använda sig av operativsystemsversionen Android 4.0 (Ice Cream Sandwich).

## Referenser

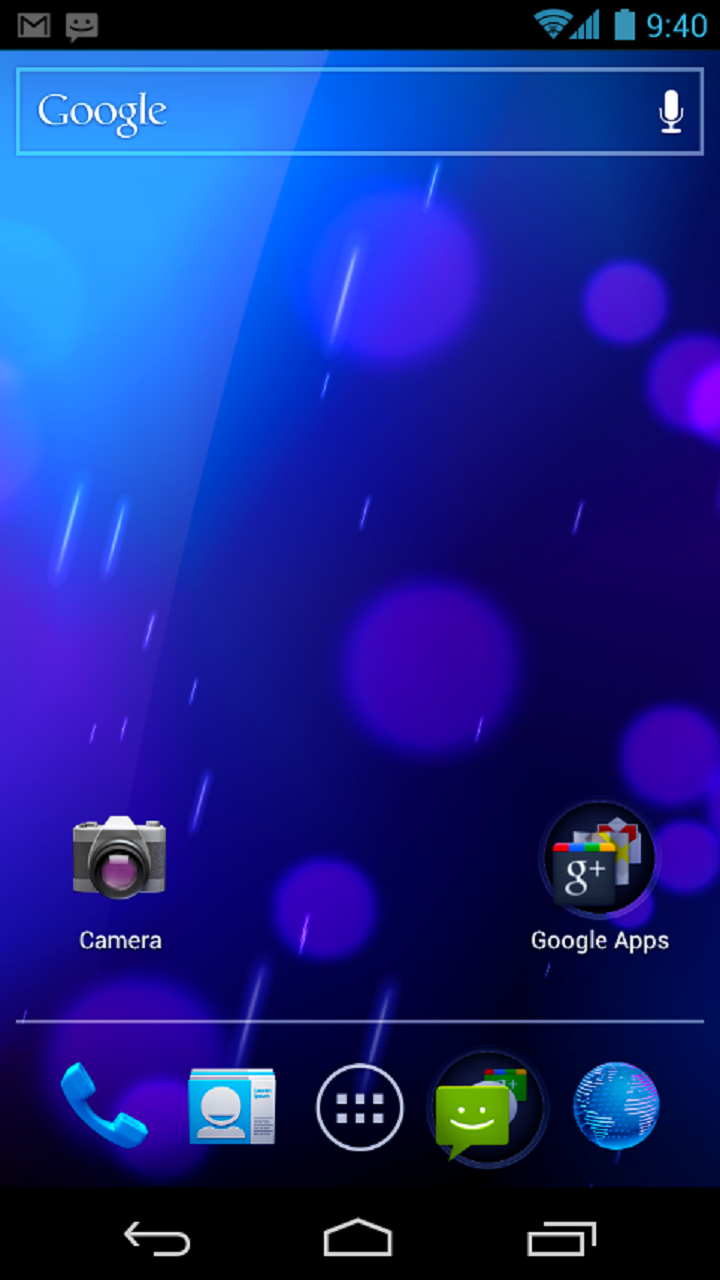
Android 4.0